# 1100-ті
Високе Середньовіччя •  Золота доба ісламу •  Реконкіста •  Київська Русь

## Події
У Києві правив Святополк Ізяславич. Після Долобського з'їзду 1103 року князі Київської Русі здійснили кілька успішних спільних походів проти половців. Почалося будівництво Михайлівського Золотоверхого собору. У 1106—1108 в Києво-Печерському монастирі споруджено Троїцьку надбрамну церкву.
Польщу після смерті князя Владислава I Германа розділили його сини Збігнєв та Болеслав. Майже одразу ж між ними почалася боротьба за верховенство. На допомогу Збігнєву проти Болеслава прийшов німецький король Генріх V, однак Болеслав завдав його військам кількох відчутних поразок.
У Німеччині 1104 року проти імператора Священної Римської імперії Генріха IV повстав його син Генріх V, підбурений папою Римським Пасхалієм II. Генріха IV ув'язнили й змусили зректися. Наступного року йому вдалося звільнитися й прогнати сина, але 1106 року він помер. Генріх V став королем Німеччини. Однак, він не згодився з папою щодо прав призначення церковних ієрархів, і боротьба за інвеституру продовжилася. Наприкінці десятиліття Генріх V пішов походом до Італії на чолі 30-тисячного війська.
Король Англії Генріх I Боклерк переміг свого брата Роберта III Куртгеза і об'єднав під своїм правлінням Англію та Нормандію. Згодом розпочалася війна з французькими королями, яка проходила зі змінним успіхом. 1108 року на французькому троні Філіпа I змінив його син Людовик VI.
Хрестоносці здобули кілька міст у Леванті: Триполі, Бейрут, Сідон. Утворилося графство Триполі. Водночас сельджуки відбили землі Едеського графства на схід від Євфрату. Стосунки хрестоносців із Візантією залишалися напруженими. Князь Антіохії Боемунд повернувся в Італію і звідти знову вторгся на Балкани, але візантійці відстояли Диррахій, змусивши Боемунда до укладення Девольської угоди.
Продовжувалася боротьба між Альморавідами та християнськими королівствами на Піренейському півострові. Альморавіди захопили Валенсію, яку захищала вдова Сіда Кампеадора Хімена Діас. Помер лідер Альморавідів Юсуф ібн Ташфін, і влада перейшла до його сина Алі ібн Юсуфа. Помер король Кастилії Альфонсо VI. Королевою стала його донька Уррака. Вона одружилася з королем Арагону Альфонсо I.